# Чемпіонат УРСР з легкої атлетики 1947
Чемпіонат УРСР з легкої атлетики 1947 року відбувся 2-7 серпня в Києві.
Рекордними результатами на чемпіонаті відзначились Катерина Адаменко (бар'єрний біг), Євген Буланчик (обидві бар'єрні дисципліни), та Ян Шедько (метання списа).
Станіслава Соха у кваліфікаційних змаганнях встановила новий республіканський рекорд у стрибках у висоту (1,52 м), а двома днями пізніше фінішувала з новим рекордом УРСР у п'ятиборстві (3329 очок).

## Медалісти

### Чоловіки
| Дисципліни                | Золото                   | Золото     | Срібло | Срібло | Бронза | Бронза |
| ------------------------- | ------------------------ | ---------- | ------ | ------ | ------ | ------ |
| 100 метрів                | Олександр Ярко Харків    | 10,8       |        |        |        |        |
| 200 метрів                | Олександр Ярко Харків    | 22,8       |        |        |        |        |
| 400 метрів                | Євген Буланчик Київ      | 50,9       |        |        |        |        |
| 800 метрів                | Петро Чевгун Київ        | 1.58,4     |        |        |        |        |
| 1500 метрів               | Семен Селезньов Львів    | 4.11,8     |        |        |        |        |
| 5000 метрів               | Павло Поршнєв Чернівці   | 15.34,6    |        |        |        |        |
| 10000 метрів              | Петро Сорокових Донецьк  | 32.27,0    |        |        |        |        |
| 110 метрів з бар'єрами    | Євген Буланчик Київ      | 15,0 NR    |        |        |        |        |
| 400 метрів з бар'єрами    | Євген Буланчик Київ      | 55,9 NR    |        |        |        |        |
| 3000 метрів з перешкодами | Павло Поршнєв Чернівці   | 9.54,6     |        |        |        |        |
| Стрибки у висоту          | Юрій Сученко Харків      | 1,80 м     |        |        |        |        |
| Стрибки з жердиною        | Гаврило Раєвський Харків | 3,80 м     |        |        |        |        |
| Стрибки у довжину         | Володимир Бражник Київ   | 6,86 м     |        |        |        |        |
| Потрійний стрибок         | Ян Шедько Чернівці       | 13,15 м    |        |        |        |        |
| Штовхання ядра            | Олександр Канакі Київ    | 13,66 м    |        |        |        |        |
| Метання молота            | Олександр Канакі Київ    | 48,91 м    |        |        |        |        |
| Метання списа             | Ян Шедько Чернівці       | 62,83 м NR |        |        |        |        |
| Десятиборство             | М. Маркович Харків       | 5168 очок  |        |        |        |        |

### Жінки
| Дисципліни            | Золото                    | Золото       | Срібло | Срібло | Бронза | Бронза |
| --------------------- | ------------------------- | ------------ | ------ | ------ | ------ | ------ |
| 100 метрів            | Олександра Ус Одеса       | 12,5         |        |        |        |        |
| 200 метрів            | Катерина Адаменко Київ    | 25,9         |        |        |        |        |
| 400 метрів            | Валентина Андріанова Київ | 59,0         |        |        |        |        |
| 800 метрів            | Марія Білоглазова Харків  | 2.29,2       |        |        |        |        |
| 80 метрів з бар'єрами | Катерина Адаменко Київ    | 11,8         |        |        |        |        |
| Стрибки у висоту      | Ольга Басова Одеса        | 1,50 м       |        |        |        |        |
| Стрибки у довжину     | Катерина Адаменко Київ    | 5,13 м       |        |        |        |        |
| Штовхання ядра        | Раїса Близнецова Харків   | 11,82 м      |        |        |        |        |
| Метання диска         | Зоя Синицька Київ         | 41,75 м      |        |        |        |        |
| Метання списа         | Ганна Баштакова Київ      | 38,99 м      |        |        |        |        |
| П'ятиборство          | Станіслава Соха Харків    | 3329 очок NR |        |        |        |        |